# The Kinks
The Kinks su bili engleski pop-rock sastav, kojeg su osnovali braća Ray i Dave Davies 1964. godine u sjevernom londonskom predgrađu. Kategorizirani su u SAD-u kao jedan od najutjecajnijih sastava "britanske invazije".

## Povijest
Kinksi su prvi put skrenuli pažnju na sebe 1964. svojim trećim singlom koji je postao njihov prvi hit "You Really Got Me", skladbom Raya Daviesa. Pjesma je obilježena jednostavnim power riffom i kao međunarodna uspješnica je snažno ujecala na posljašnje rock glazbenike, pogotovo u heavy metal žanru.
Američki muzikolog Robert Walser napisao je da je ta pjesma "definirala heavy metal".
Magazin Rolling Stone smjestio ju je na četvrto mjesto svoje liste "100 najvećih gitarističkih pjesama svih vremena".
Početna postava ovog sastava je bila:

Ray Davies: vokal, ritam gitara, orgulje, Dave Davies: solo gitara, vokal, Pete Quaife: vokal, bas-gitara, i Mick Avory na bubnjevima. 
Nakon odlaska Petea Quaifa 1969., sastav je mijenjao basiste i orguljaše, a nakon svađe s Mickom Avoryem u sastavu su ostala jedino braća Davies koja su nastavila djelovati do konačnog prekida sredinom devedesetih.

## Zanimljivosti
Njihov veliki obožavatelj, Pete Townshend iz sastava The Who, rekao je za The History of Rock 'n' Roll: Kinksi su bili najengleskiji sastav, i uvijek sam mislio da će Ray Davies postati veliki pjesnik. On je uveo novu vrst poetike, koja je jako utjecala na moje početke.
Grupa The Kinks koja je najpoznatija po hitovima “Lola” i “You Really Got Me“, je bila sredinom 1960-ih samo korak od potpisivanja menadžerskog ugovora s tadašnjim ozloglašenim članovima londonskog podzemlja – Braća blizanci Kray.
Reggie i Ronnie Kray su u tadašnje vrijeme vedrili i oblačili po Londonu, a kada su The Kinks bili na vrhuncu svoje karijere, zapeli su za oko baš njima, prisjeća se frontman Ray Davis.
“Čak su se htjeli naći s nama kako bismo o svemu porazgovarali. Netko je u njihovo ime posjetio naše menadžere i izrazio želju braće Kray da nam budu menadžeri, no od svega toga na kraju nije bilo ništa.
Braća Kray bili su vladari londonskoga podzemlja šezdesetih godina prošloga stoljeća, a od 1969. godine nalaze se u zatvoru na odsluženju doživotne kazne.
Kada je Ray Davis 1998. snimio solo album Storyteller, u pjesmi “London Song” spomenuo je i blizance Kray. Reggie Kray nazvao ga je iz zatvora kako bi mu rekao koliko mu se ta pjesma svidjela.

## Diskografija
Karijera grupe proteže se kroz više od 30 godina od 1964. do 1996. U tom razdoblju su objavili 25 studijskih albuma i solidan broj uspješnih singlova.

## Studijski albumi
| Godina | Naslov albuma                                          | Najviša pozicija u Uj. Kraljevstvu | Najviša pozicija u SAD-u |
| ------ | ------------------------------------------------------ | ---------------------------------- | ------------------------ |
| 1964.  | Kinks (Objavljeno u SAD-u kao You Really Got Me)       | #3                                 | #29                      |
| 1965.  | Kinks-Size (album izdan samo u SAD-u)                  | -                                  | #13                      |
| 1965.  | Kinda Kinks                                            | #3                                 | #60                      |
| 1965.  | Kinkdom (album izdan samo u SAD-u)                     | -                                  | #47                      |
| 1965.  | The Kink Kontroversy                                   | #9                                 | #95                      |
| 1966.  | Face to Face                                           | #12                                | #136                     |
| 1967.  | Something Else by The Kinks                            | #35                                | #153                     |
| 1968.  | The Kinks Are the Village Green Preservation Society   | -                                  | -                        |
| 1969.  | Arthur (Or the Decline and Fall of the British Empire) | -                                  | #105                     |
| 1970.  | Lola versus Powerman and the Moneygoround, Part One    | -                                  | #35                      |
| 1971.  | Percy (soundtrack)                                     | -                                  | -                        |
| 1971.  | Muswell Hillbillies                                    | -                                  | #100                     |
| 1972.  | Everybody's in Show-Biz                                | -                                  | #70                      |
| 1973   | Preservation: Act 1                                    | -                                  | #177                     |
| 1974.  | Preservation: Act 2                                    | -                                  | #114                     |
| 1975.  | Soap Opera                                             | -                                  | #51                      |
| 1976.  | Schoolboys in Disgrace                                 | -                                  | #45                      |
| 1977.  | Sleepwalker                                            | -                                  | #21                      |
| 1978.  | Misfits                                                | -                                  | #40                      |
| 1979.  | Low Budget                                             | -                                  | #11                      |
| 1981.  | Give the People What They Want                         | -                                  | #15                      |
| 1983.  | State of Confusion                                     | -                                  | #12                      |
| 1984.  | Word of Mouth                                          | -                                  | #57                      |
| 1986.  | Think Visual                                           | -                                  | #81                      |
| 1989.  | UK Jive                                                | -                                  | #122                     |
| 1993.  | Phobia                                                 | -                                  | #166                     |

## Albumi uživo
- 1968. – Live at Kelvin Hall (Objavljeno u SAD-u kao The Live Kinks 1967) #162 u SAD-u
- 1971. – Percy (Soundtrack) (nije objavljeno u SAD-u)
- 1980. – One for the Road #14 u SAD-u
- 1986. – Come Dancing with the Kinks
- 1988. – Live: The Road
- 1994. – To the Bone

## Kompilacijski albumi
| Godina | Naslov Albuma                                                                            | Najviša pozicija u Uj. Kraljevstvu | Najviša pozicija u SAD-u |
| ------ | ---------------------------------------------------------------------------------------- | ---------------------------------- | ------------------------ |
| 1966.  | Greatest Hits! (album izdan samo u SAD-u)                                                | -                                  | #9                       |
| 1966.  | Well Respected Kinks                                                                     | #5                                 | -                        |
| 1967.  | Sunny Afternoon (album izdan samo u UK-u)                                                | #9                                 | -                        |
| 1970.  | The Hit Collection                                                                       | -                                  | -                        |
| 1971.  | Golden Hour of the Kinks (album izdan samo u UK-u)                                       | #21                                | -                        |
| 1972.  | The Kink Kronikles (album izdan samo u SAD-u)                                            | -                                  | #94                      |
| 1973.  | The Great Lost Kinks Album                                                               | -                                  | #145                     |
| 1974.  | Golden Hour of the Kinks Vol. 2 (album izdan samo u UK-u)                                | -                                  | -                        |
| 1974.  | Lola, Percy and the Apeman Come Face to Face with the Village Green Preservation Society | -                                  | -                        |
| 1976.  | The Kinks' Greatest: Celluloid Heroes                                                    | -                                  | #105                     |
| 1978.  | 20 Golden Greats                                                                         | #19                                | -                        |
| 1980.  | Second Time Around                                                                       | -                                  | -                        |
| 1981.  | The Kinks Collection                                                                     | -                                  | -                        |
| 1983.  | Candy from Mr. Dandy (album izdan samo u SAD-u)                                          | -                                  | -                        |
| 1983.  | Dead End Street: Kinks Greatest Hits                                                     | #96                                | -                        |
| 1984.  | Kinks Kollectables                                                                       | -                                  | -                        |
| 1984.  | The Kinks: A Compleat Collection 20th Anniversary Edition                                | -                                  | -                        |
| 1986.  | Come Dancing with the Kinks: The Best of 1977-1986                                       | -                                  | -                        |
| 1988.  | The Kinks Are Well Respected Men                                                         | -                                  | -                        |
| 1989.  | 25 Years: The Ultimate Collection                                                        | #35                                | -                        |
| 1992.  | The Kinks Story Vol. 1: 1964-1966                                                        | -                                  | -                        |
| 1992.  | The Kinks Story Vol. 2: 1967-1971                                                        | -                                  | -                        |
| 1993.  | The Definitive Collection: The Kinks Greatest Hits                                       | #18                                | -                        |
| 1994.  | You Really Got Me: The Very Best of The Kinks                                            | -                                  | -                        |
| 1997.  | The Singles Collection                                                                   | #42                                | -                        |
| 1998.  | God Save The Kinks, Vol. 1                                                               | -                                  | -                        |
| 1998.  | God Save The Kinks, Vol. 2                                                               | -                                  | -                        |
| 1998.  | God Save The Kinks, Vol. 3                                                               | -                                  | -                        |
| 2001.  | BBC Sessions: 1964-1977                                                                  | -                                  | -                        |
| 2002.  | The Ultimate Collection                                                                  | #32                                | -                        |
| 2007.  | The Ultimate Collection (re-izdano kao 2 CD set)                                         | #1 (Indie Chart)                   | -                        |
| 2008.  | Picture Book (6 CD box set)                                                              | -                                  | -                        |

## Singlovi
| 1964. | "Long Tall Sally"                        |     |      |  |
| 1964. | "You Still Want Me"                      |     |      |  |
| 1964. | "You Really Got Me"                      | #1  | #7   |  |
| 1964. | "All Day and All of the Night"           | #2  | #7   |  |
| 1965. | "Tired of Waiting for You"               | #1  | #6   |  |
| 1965. | "Everybody's Gonna Be Happy"             | #17 |      |  |
| 1965. | "Set Me Free"                            | #9  | #23  |  |
| 1965. | "See My Friends"                         | #10 | #111 |  |
| 1965. | "Who'll Be the Next in Line"             |     | #34  |  |
| 1965. | "Till the End of the Day"                | #8  | #50  |  |
| 1966. | "Dedicated Follower of Fashion"          | #4  | #36  |  |
| 1966. | "A Well Respected Man"                   |     | #13  |  |
| 1966. | "Wonder Where My Baby Is Tonight"        |     |      |  |
| 1966. | "Sunny Afternoon"                        | #1  | #14  |  |
| 1966. | "Dandy"                                  |     |      |  |
| 1966. | "Dead End Street"                        | #5  | #73  |  |
| 1967. | "Waterloo Sunset"                        | #2  |      |  |
| 1967. | "Mr. Pleasant"                           |     |      |  |
| 1967. | "Death of a Clown"                       | #3  |      |  |
| 1967. | "Autumn Almanac"                         | #3  |      |  |
| 1968. | "Susannah's Still Alive"                 | #20 |      |  |
| 1968. | "Wonderboy"                              | #36 |      |  |
| 1968. | "Days"                                   | #12 |      |  |
| 1968. | "Lincoln County"                         |     |      |  |
| 1969. | "Starstruck"                             |     |      |  |
| 1969. | "Hold My Han"                            |     |      |  |
| 1969. | "Plastic Man"                            | #31 |      |  |
| 1969. | "Drivin'"                                |     |      |  |
| 1969. | "The Village Green Preservation Society" |     |      |  |
| 1969. | "Shangri-La"                             |     |      |  |
| 1969. | "Victoria"                               | #33 | #70  |  |
| 1970. | "Lola"                                   | #2  | #9   |  |
| 1970. | "Apeman"                                 | #5  | #45  |  |
| 1971. | "God's Children"                         |     |      |  |
| 1971. | "20th Century Man"                       |     | #106 |  |
| 1972. | "Supersonic Rocket Ship"                 | #16 | #111 |  |
| 1972. | "Celluloid Heroes"                       |     |      |  |

## Vanjske poveznice
- Službene stranice Raya Daviesa
- Službene stranice Davea Daviesa